# Castillo Viejo
Castillo Viejo es una localidad del estado mexicano de Jalisco. Es parte del municipio de El Salto.

## Demografía
| Gráfica de evolución demográfica |
|                                  |

| Censo | Población |
| ----- | --------- |
| 1900  | 484       |
| 1910  | 390       |
| 1921  | 223       |
| 1930  | 190       |
| 1940  | 298       |
| 1950  | 261       |
| 1960  | 252       |
| 1970  | 238       |
| 1980  | 337       |
| 1990  | 511       |
| 2000  | 592       |
| 2010  | 1 913     |
| 2020  | 2 251     |